# Alci Sánchez
Alcibíades Sánchez Beltre (Azua de Compostela, 27 de febrero de 1915-Caracas, 19 de junio de 1998) fue un cantante dominicano que desarrolló su carrera en Venezuela.

## Vida y trabajo
Alci Sánchez llegó a Venezuela en 1947 y al arribar primero trató suerte como boxeador. No logró el éxito en esta área y más tarde logró hacerse solista de la orquesta de Billo Frómeta, la Billo's Caracas Boys. Sánchez apareció como cantante en los programas Fiesta Fabulosa y A gozar muchachos de Radio Caracas junto a la Orquesta de Planta de la Emisora y a los Caracas Boys. Con ambos de estos conjuntos hizo grabaciones. En 1948 o 1949 nació de éste con los Caracas Boys, la grabación, Canto Indio y otras como Mayba de Diógenes Silva.
Tiempo más tarde fue acompañado como solista por las orquestas de Francisco Cristancho Camargos, Sancho Fernández y algunas otras. Junto al grupo Sans Souci grabaría tres Elepés en los cuales cantó el Bolero de Plácido Acevedo Boda Gris. En 1960 tocó junto a la orquesta del músico Cubano Eduardo Cabrera bajo la marca Sonus un Elepé. En el año siguiente, crearía dos más con las orquestas de Porfi Jiménez y Pedro J. Belisario de la marca Reina.